# کرک ویندشتاین
کرک ویندشتاین (انگلیسی: Kirk Windstein؛ زادهٔ ۱۴ آوریل ۱۹۶۵) یک موسیقی‌دان اهل ایالات متحده آمریکا است. وی از سال ۱۹۸۷ میلادی تاکنون مشغول فعالیت بوده‌است.